# Ntshingwayo kaMahole Khozab
Ntshingwayo kaMahole o Ntshingwayo kaMgodi (1809 – 21 luglio 1883) fu il comandante in seconda (inDuna) dell'esercito del re degli Zulu, Cetshwayo. Assunse il nome di Ntshingwayo Khozab dopo essere stato affidato a Mahole dei Khoza.

## Biografia
Era il comandante in capo delle forze che attaccarono la Colonna Centrale delle forze d'invasione britanniche durante la Guerra anglo-zulu del 1879. Riuscì a far sì che Lord Chelmsford, comandante delle forze inglesi dividesse le sue forze, sconfiggendo ed annientando l'armata britannica nella Battaglia di Isandlwana, divenendo così uno dei più grandi eroi della storia Zulu.
Il 21 luglio 1883, durante uno scontro, nell'ambito della guerra civile zulu, Ntshingwayo venne pugnalato allo stomaco, morendo poco dopo. Aveva comunque raggiunto la ragguardevole età di 74 anni, fatto che lo fece diventare uno dei più longevi guerrieri della tradizione zulu.
Venne sepolto sotto un anonimo mucchio di pietre senza segni di riconoscimento.